# Порыш (посёлок)
Порыш — упразднённый в 2012 году посёлок в Верхнекамском районе Кировской области России. Входил в состав Камского сельского поселения.

## География
Посёлок находится на северо-востоке области, в северо-восточной части района, на левом берегу реки Кама, вблизи места впадения в неё реки Порыш. 
Абсолютная высота — 129 метров над уровнем моря.
Расстояние до районного центра (города Кирс) — 109 км.

### Климат
Расположен в зоне средней тайги. Вегетационный период короткий и составляет 153—157 дней, безморозный период — 105—110 дней.

## История
Снят с учёта 28.06.2012 Законом Кировской области от 28.06.2012 № 178-ЗО.

## Население
По данным Всероссийской переписи, в 2010 году постоянное население в посёлке отсутствовало.